# Solo (Blanka)
Solo è un singolo della cantante polacca Blanka, pubblicato il 23 settembre 2022.

## Descrizione
Solo è stata scritta da Blanka insieme a un team polacco e svedese composto da Maciej Puchalski, Mikołaj Trybulec, Bartłomiej Rzeczycki, Marcin Górecki, Maria Broberg e Julia Sundberg; Trybulec e Puchalski ne sono anche i produttori. Secondo la cantante, il brano parla di una relazione in cui una delle due parti è innamorata, mentre l'altra non ha intenzioni serie, e intende mandare il messaggio che «a volte è meglio rimanere soli, e va bene così: possiamo imparare a conoscerci meglio e a capire che quell'altra persona non è adatta a noi».

## Promozione

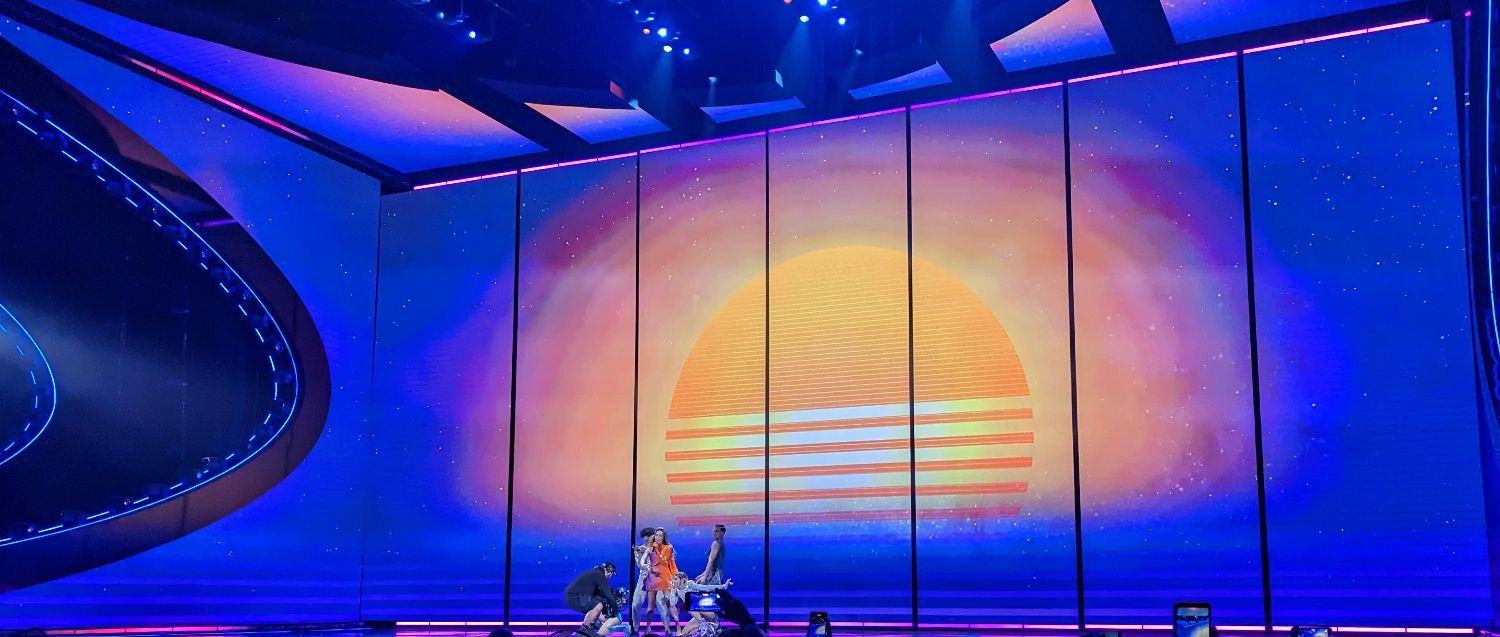
Blanka durante l'esecuzione di Solo alle semifinali dell'Eurovision Song Contest, 10 maggio 2023

Solo ha da subito ottenuto successo commerciale, raggiungendo il 4º posto della classifica radiofonica polacca meno di due mesi dopo la sua uscita e concludendo il 2022 come l'87ª canzone più ascoltata in radio nel paese in tutto l'anno. Blanka ha promosso il singolo in Bulgaria allo Šouto na Nikolaos Citiridis nel novembre 2022 e in Polonia all'evento Sylwester Marzeń nel dicembre 2022 e al programma You Can Dance nel febbraio 2023.
Il 15 febbraio 2023 è stato confermato che con Solo Blanka avrebbe partecipato alla seconda edizione di Tu bije serce Europy! Wybieramy hit na Eurowizję, festival utilizzato per selezionare il rappresentante polacco all'annuale Eurovision Song Contest. All'evento, che si è svolto il 26 febbraio 2023, Blanka è risultata la vincitrice del voto combinato di giuria e pubblico, diventando di diritto la rappresentante nazionale all'Eurovision Song Contest 2023 a Liverpool.
Nel maggio successivo, dopo essersi qualificata dalla seconda semifinale, Blanka si è esibita nella finale eurovisiva, dove si è piazzata al 19º posto su 26 partecipanti con 93 punti totalizzati.

## Video musicale
Il video musicale di Solo è stato diretto da Blanka e Magic Mars e pubblicato sul canale YouTube della cantante in concomitanza con l'uscita commerciale del singolo.

## Tracce
Testi di Blanka Stajkow, Maria Broberg e Julia Sundberg, musiche di Maciej Puchalski, Mikołaj Trybulec, Bartłomiej Rzeczycki, Marcin Górecki e Blanka Stajkow.
Download digitale, streaming
1. Solo – 2:34

Download digitale, streaming – Christmas Bell Version
1. Solo (Christmas Bell Version - Live) – 2:43

Download digitale, streaming – Audiosoulz Remix
1. Solo (Audiosoulz Remix) – 2:38

Download digitale, streaming – versione acustica
1. Solo (Acoustic - Live) – 2:43

Download digitale, streaming – Smyles Remix
1. Solo (Smyles Remix) – 2:24

Download digitale, streaming – Sped Up Version
1. Solo (Sped Up Version) – 2:11

Download digitale, streaming – Dance Break
1. Solo (Dance Break) – 2:57

## Classifiche

### Classifiche settimanali
| Classifica (2023) | Posizione massima |
| ----------------- | ----------------- |
| Finlandia         | 24                |
| Grecia            | 24                |
| Irlanda           | 85                |
| Islanda           | 11                |
| Lituania          | 1                 |
| Polonia           | 1                 |
| Regno Unito       | 56                |
| Repubblica Ceca   | 39                |
| Ucraina           | 166               |

### Classifiche di fine anno
| Classifica (2023) | Posizione |
| ----------------- | --------- |
| Polonia           | 16        |

## Date di pubblicazione
| Paese  | Data              | Formato                      | Versione                      | Etichetta           | Nota   |
| ------ | ----------------- | ---------------------------- | ----------------------------- | ------------------- | ------ |
| Mondo  | 23 settembre 2022 | Download digitale, streaming | Originale                     | Warner Music Poland | [ 21 ] |
| Mondo  | 15 dicembre 2022  | Download digitale, streaming | Christmas Bell Version - Live | Warner Music Poland | [ 22 ] |
| Mondo  | 20 dicembre 2022  | Download digitale, streaming | Audiosoulz Remix              | Warner Music Poland | [ 23 ] |
| Mondo  | 3 gennaio 2023    | Download digitale, streaming | Acoustic - Live               | Warner Music Poland | [ 24 ] |
| Mondo  | 5 maggio 2023     | Download digitale, streaming | Smyles Remix                  | Warner Music Poland | [ 25 ] |
| Mondo  | 11 maggio 2023    | Download digitale, streaming | Sped Up Version               | Warner Music Poland | [ 26 ] |
| Italia | 22 maggio 2023    | Contemporary hit radio       | Originale                     | Warner Music Italy  | [ 27 ] |
| Mondo  | 10 ottobre 2024   | Download digitale, streaming | Dance Break                   | Warner Music Poland | [ 28 ] |